# Arturo Coddou
Arturo Coddou (ur. 14 stycznia 1905, zm. 31 grudnia 1954) – chilijski piłkarz grający na pozycji napastnika.
Podczas kariery zawodniczej reprezentował barwy CD Fernández Vial. Był w składzie reprezentacji Chile na mistrzostwa świata 1930.